# Дік Левґрен
Дік Авґуст Левґрен (швед. Dick August Lövgren; 11 листопада 1980) — шведський музикант. Він є бас-гітаристом екстремального метал-гурту Meshuggah, до якого приєднався у 2004 році.

## Життєпис
У перші дні Левґрена особливо вразив бас-гітарист Metallica Кліфф Бертон. Він сказав, що Бертон «був, ймовірно, головною причиною, чому я став басистом». Левґрен — джазовий музикант зі шкільною освітою, на якого вплинули Дейв Голланд, Джон Скофілд, Medeski Martin & Wood, Майлз Девіс і Бред Мелдау. Він завжди віддавав перевагу грі пальцями; однак у своєму основному гурті, Meshuggah, він грає виключно медіатором, заявляючи, що точний звук медіатора та дисторшн — це саме те, що Meshuggah хоче отримати від бас-гітари.
До того, як приєднатися до Meshuggah, Левґрен виступав із багатьма гуртами у своїй рідній Швеції, спочатку з неокласичним метал/мелодичним павер-метал-гуртом Time Requiem, потім мелодичним/прогресив-метал-гуртом Last Tribe, дез-метал-гуртом Cromlech і power метал-гурт Armageddon (разом з гітаристом Arch Enemy Крістофером Амоттом). Наприкінці 1990-х років Левґрен отримав завидну посаду гастролюючого бас-гітариста як для Arch Enemy, так і для In Flames.
Левґрен приєднався до Meshuggah у 2004 році після того, як у 2001 році група втратила свого бас-гітариста Густава Гілма. Того ж року вони випустили свій EP I, який містить лише одну однойменну композицію тривалістю двадцять одну хвилину. Однак Левґрен не грав у записах Meshuggah до їх надзвичайно успішного альбому obZen (2008). Це було пов'язано з кінцевим терміном завершення альбому під час запису Catch Thirtythree, тому драм-н-бас треки були записані цифровим способом. Він також випустив високо відомий ф'южн-джазовий альбом Lounge зі шведським ансамблем Nica Group. Усі композиції були створені Левґреном, і альбом демонструє його креативність, а також майстерність гри в стилі джазу.
У вересні 2010 року Левґрен був прийнятий до Ґетеборзького музичного університету, щоб вивчати імпровізацію та композицію в Андерса Йорміна, шведського джазового контрабасиста, аранжувальника та лідера оркестру, який працював із багатьма джазовими виконавцями, такими як Бобо Стенсон, Чарльз Ллойд, Томаш Станько, Дон Черрі, Елвін Джонс, Жілберту Жіл, Лі Коніц, Джо Гендерсон, Кенні Вілер і Йон Балке. Він сказав, що це велика честь і чудова можливість, підкресливши, що це не загрожує нічого з Meshuggah. «Я зможу брати участь у турах і повертатися до занять. Але це означає, що я буду грати та писати багато джазу в наступні кілька років між турами Meshuggah».

## Дискографія
- Nica Group — Lounge (2002)
- Time Requiem — Time Requiem (2002)
- Meshuggah — obZen (2008)
- Meshuggah — Alive (2010)
- Meshuggah — Koloss (2012)
- Meshuggah — The Violent Sleep of Reason (2016)
- Meshuggah — Immutable (2022)